# Michael Ryan (gátfutó)
Michael Anthony Ryan (1941. december 19. – 2017. november 7.) ausztrál atléta, gátfutó, olimpikon.

## Pályafutása
Részt vett az 1964-es tokiói olimpián. 400 méteres gátfutásban az előfutamban kiesett. Személyes csúcsa ezen a távon 50.6 volt, amit szintén 1964-ben ért el.